# Seikoku no Dragonar
Seikoku no Dragonar (星刻の竜騎士 Seikoku no Ryūkishi?, lit. Academia Dragonar), también conocida como Dragonar Academy, es una serie de novelas ligeras japonesas escritas por Shiki Mizuchi e ilustradas por Kohada Shimesaba. La novela ha dado origen a un manga, escrito también por Shiki Mizuchi y con ilustraciones de RAN, y una serie de anime de 12 episodios dirigida por Shunsuke Tada y Tomoyuki Kurokawa.

## Argumento
A la Academia Ansarivan Dragonar asisten los aspirantes a "Dragonars" (domadores de dragones). Ash Blake es catalogado como el chico problemático de la escuela, ya que, al ser un estudiante de primer año Senios (Senior), aún no tiene un Parr, es decir, su propio dragón.

## Personajes

### Principales
- Ash Blake (アッシュ・ブレイク Asshu Bureiku?)

Seiyū: Kōji Takahashi
- Eco (エーコ Ēko?)

Seiyū: Mariya Ise
- Silvia Lautreamont (シルヴィア・ロートレアモン Shiruvia Rōtoreamon?)

Seiyū: Ayane Sakura

### Alumnos de la Academia Ansarivan Dragonar
- Rebecca Randall (レベッカ・ランドール Rebekka Randōru?)

Seiyū: Marina Inoue
- Raymond Kirkland (レイモン・カークランド Reimon Kākurando?)

Seiyū: Tomoaki Maeno
- Jessica Valentine (ジェシカ・ヴァレンタイン Jeshika Varentain?)

Seiyū: Kana Hanazawa
- Lucca Saarinen (ルッカ・サーリネン Rukka Sārinen?)

Seiyū: Asuka Ōgame
- Maximillian Russell (マクシミリアン・ラッセル Makushimirian Rasseru?)

Seiyū: Genki Muro

### Lautreamont
- Oswald Lautreamont (オズワルド・ロートレアモン Ozuwarudo Rōtoreamon?)

Seiyū: Takaya Hashi
- Veronica Lautreamont (ヴェロニカ・ロートレアモン Veronika Rōtoreamon?)

Seiyū: Aya Endo
- Angela Cornwell (アンジェラ・コーンウェル Anjera Kōnweru?)

Seiyū: Haruhi Terada
- Cosette Shelley (コゼット・シェリー Kosetto Sherī?)

Seiyū: Yoshiko Ikuta
- Primrose Shelley (プリムローズ・シェリー Purimurōzu Sherī?)

Seiyū: Ai Kakuma
- Avdocha Kiltzkaya (アヴドーチャ・キルツカヤ Avudōcha Kirutsukaya?)

Seiyū: Yū Kobayashi
- Glenn McGuire (グレン・マクガイア Guren Makugaia?)

Seiyū: Kazuma Horie
- Orletta Blanc (オルエッタ・ブラン Oruetta Buran?)

Seiyū: Yūka Aisaka

### Imperio Zepharos
- Klaus Viderhausen (クラウス・ヴィターハウゼン Kurausu Vitāhauzen?)

Seiyū: Eiji Miyashita
- Milgaus (ミルガウス Mirugausu?)

Seiyū: Takehito Koyasu
- Anya (アーニャ Ānya?)

Seiyū: Asami Shimoda

### Dragones
- Navi (ナヴィー Navī?)

Seiyū: Yui Sakakibara
- Mordred (モルドレッド Morudoreddo?)

Seiyū: Takaya Kuroda
- Madre Dragon (マザー・ドラゴン Mazā Doragon?)

Seiyū: Fumi Hirano

## Media

### Novela ligera
Ha sido publicada por la editorial Media Factory. A la fecha, presenta 20 tomos y finalizó en publicación.

#### Lista de volúmenes
| Volumen | Fecha de publicación en Japón | ISBN                   |
| ------- | ----------------------------- | ---------------------- |
| 01      | 23 de junio de 2010           | ISBN 978-4-8401-3420-0 |
| 02      | 18 de septiembre de 2010      | ISBN 978-4-8401-3508-5 |
| 03      | 21 de enero de 2011           | ISBN 978-4-8401-3696-9 |
| 04      | 25 de abril de 2011           | ISBN 978-4-8401-3895-6 |
| 05      | 22 de julio de 2011           | ISBN 978-4-8401-3975-5 |
| 06      | 22 de octubre de 2011         | ISBN 978-4-8401-4271-7 |
| 07      | 23 de enero de 2012           | ISBN 978-4-8401-4374-5 |
| 08      | 23 de abril de 2012           | ISBN 978-4-8401-4548-0 |
| 09      | 23 de julio de 2012           | ISBN 978-4-8401-4645-6 |
| 10      | 24 de octubre de 2012         | ISBN 978-4-8401-4847-4 |
| 11      | 24 de enero de 2013           | ISBN 978-4-8401-4960-0 |
| 12      | 24 de abril de 2013           | ISBN 978-4-8401-5157-3 |
| 13      | 24 de julio de 2013           | ISBN 978-4-8401-5246-4 |
| 14      | 22 de noviembre de 2013       | ISBN 978-4-04-066072-1 |
| 15      | 25 de abril de 2014           | ISBN 978-4-04-066377-7 |
| 16      | 25 de junio de 2014           | ISBN 978-4-04-066778-2 |
| 17      | 25 de noviembre de 2014       | ISBN 978-4-04-067167-3 |
| 18      | 25 de marzo de 2015           | ISBN 978-4-04-067469-8 |
| 19      | 24 de julio de 2015           | ISBN 978-4-04-067715-6 |
| 20      | 25 de noviembre de 2015       | ISBN 978-4-04-067953-2 |

### Manga
La novela fue adaptada al manga. Si bien las ilustraciones han sido realizadas por RAN, se mantienen los diseños originales de los personajes. El manga está siendo publicado en la revista Monthly Comic Alive de la editorial Media Factory. A la fecha, presenta 13 tomos y finalizó en publicación. Bajo el título Dragonar Academy, la editorial estadounidense Seven Seas Entertainment está publicando la obra.

#### Lista de volúmenes
| Volumen | Fecha de publicación en Japón | ISBN                   | Fecha de publicación en Estados Unidos | ISBN                   |
| ------- | ----------------------------- | ---------------------- | -------------------------------------- | ---------------------- |
| 01      | 22 de octubre de 2011         | ISBN 978-4-8401-4048-5 | 4 de febrero de 2014                   | ISBN 978-1-626920-04-0 |
| 02      | 23 de abril de 2012           | ISBN 978-4-8401-4434-6 | 20 de mayo de 2014                     | ISBN 978-1-626920-16-3 |
| 03      | 23 de octubre de 2012         | ISBN 978-4-8401-4733-0 | 5 de agosto de 2014                    | ISBN 978-1-626920-45-3 |
| 04      | 23 de abril de 2013           | ISBN 978-4-8401-4048-5 | 18 de noviembre de 2014                | ISBN 978-1-626920-83-5 |
| 05      | 23 de julio de 2013           | ISBN 978-4-0406-6531-3 | 10 de febrero de 2015                  | ISBN 978-1-626921-13-9 |
| 06      | 22 de noviembre de 2013       | ISBN 978-4-0406-6117-9 | 5 de mayo de 2015                      | ISBN 978-1-626921-29-0 |
| 07      | 22 de marzo de 2014           | ISBN 978-4-0406-6504-7 | 4 de agosto de 2015                    | ISBN 978-1-626921-67-2 |
| 08      | 22 de noviembre de 2014       | ISBN 978-4-0406-6896-3 | 10 de noviembre de 2015                | ISBN 978-1-626922-11-2 |
| 09      | 23 de abril de 2015           | ISBN 978-4-0406-7512-1 | 16 de febrero de 2016                  | ISBN 978-1-626922-40-2 |
| 10      | 22 de agosto de 2015          | ISBN 978-4-0406-7512-1 | 2 de agosto de 2016                    | ISBN 978-1-626922-70-9 |
| 11      | 23 de marzo de 2016           | ISBN 978-4-0406-7512-1 | 18 de abril de 2017                    | ISBN 978-1-626922-95-2 |
| 12      | 23 de junio de 2016           | ISBN 978-4-0406-7512-1 | 13 de junio de 2017                    | ISBN 978-1-626925-29-8 |
| 13      | 23 de diciembre de 2016       | ISBN 978-4-0406-7512-1 | 5 de diciembre de 2017                 | ISBN 978-1-626925-89-2 |

### Anime
Una serie de Anime ha sido adaptada por el estudio C-Station. La misma, constó de 12 episodios que fueron televisados por los canales AT-X, TV Aichi, Nippon BS, GyaO!, Mainichi Broadcasting System y Tokyo Metropolitan Television.
En los Estados Unidos, la serie ha sido licenciada por FUNimation y transmitida a través de Internet por los sitios FUNimation Entertainment y Hulu. El sitio AnimeLab transmite la serie para Australia y Nueva Zelanda.

#### Lista de episodios
| #  | Título | Fecha de Emisión Japón |
| -- | --- | ---------------------- |
|    | |                        |
| 1  | «Un niño y su dragón» «Shōnen to Ryū» (少年と竜)                                                                | 5 de abril de 2014     |
| 2  | «Vínculos que unen: El flujo astral» «Futari no Kizuna Asutoraru Furō» (二人の絆・星精路（アストラル・フロウ）) | 12 de abril de 2014    |
| 3  | «Desastre en las calles» «Shigai Dōran» (市街動乱)                                                              | 19 de abril de 2014    |
| 4  | «La valkiria del hierro sangriento» «Airan Buraddo Varukirī» (鉄血戦乙女（アイアンブラッドヴァルキリー）)       | 26 de abril de 2014    |
| 5  | «La princesa de hielo azul» «Aisu Burū Purinsesu» (蒼氷姫君（アイスブループリンセス）)                          | 3 de mayo de 2014      |
| 6  | «Brionac azul» «Ao no Buryūnaku» (青の聖騎銃（ブリューナク）)                                                   | 10 de mayo de 2014     |
| 7  | «Lucca Saarinen» «Rukka Sārinen» (ルッカ・サーリネン)                                                           | 17 de mayo de 2014     |
| 8  | «Rugido a la luz de la luna» «Gekka no Hōkō» (月下の咆哮)                                                       | 24 de mayo de 2014     |
| 9  | «Danza de dragón» «Kiryū Enbu» (騎竜演舞)                                                                       | 31 de mayo de 2014     |
| 10 | «Asamblea en Fontaine» «Shūketsu no Miyako Fontīn» (集結の都、フォンティーン)                                   | 7 de junio de 2014     |
| 11 | «El alzamiento de Yggdrasil» «Yugudorashiru Kidō» (ユグドラシル起動)                                            | 14 de junio de 2014    |
| 12 | «El máximo dragonar» «Seikoku no Doragunā» (星刻の竜騎士（ドラグナー）)                                         | 21 de junio de 2014    |